# Aptosimum
Апто́зимум (лат. Aptо́simum) — род двудольных цветковых растений, включённый в семейство Норичниковые (Scrophulariaceae).

## Название
Родовое название Aptosimum было предложено в 1836 году английским ботаником Джорджем Бентамом. Оно происходит от др.-греч. απτωσιμος — «не опадающий», что указывает на длительно сохраняющиеся на растении плоды. За год до этого, в 1835 году, Иоганн Георг Кристиан Леман опубликовал для одного из видов этого рода название Ohlendorffia — в честь гольштейнского ботаника Кристиана Фридриха Олендорфа. Однако название Бентама закрепилось в литературе, с 1983 года оно считается приоритетным (nom. cons.).

## Ботаническое описание
Род объединяет небольшие ветвистые кустарники или полукустарники. Стебли прямостоячие. Листья цельные, расположенные очерёдно.
Цветки расположены одиночно в пазухах верхних листьев. Венчик воронковидной формы, с длинной трубкой, обычно окрашен в фиолетовые тона. Тычинки в количестве 4 в неравных парах.
Плод — притупленная коробочка с большим количеством семян.

## Ареал
Большинство видов рода Аптозимум в естественных условиях известно на юге Африки, из которых около 20 видов произрастает в ЮАР, лишь один произрастает на севере материка.

## Таксономия
|  |                                      |  |                                                         |                                                         |                        |  | ещё 22 семейства (согласно Системе APG III) |                    |                    |                |
|  |                                      |  |                                                         |                                                         |                        |  |                                             |                    |                    | более 40 видов |
|  |                                      |  |                                                         | порядок Ясноткоцветные                                  |                        |  |                                             |                    | род Aptosimum      |                |
|  |                                      |  |                                                         | порядок Ясноткоцветные                                  |                        |  |                                             |                    | род Aptosimum      |                |
|  | отдел Цветковые, или Покрытосеменные |  |                                                         |                                                         | семейство Норичниковые |  |                                             |                    |                    |                |
|  | отдел Цветковые, или Покрытосеменные |  |                                                         |                                                         |                        |  |                                             |                    |                    |                |
|  |                                      |  | ещё 58 порядков цветковых растений (по Системе APG III) | ещё 58 порядков цветковых растений (по Системе APG III) |                        |  |                                             | ещё более 85 родов | ещё более 85 родов |                |
|  |                                      |  |                                                         | ещё 58 порядков цветковых растений (по Системе APG III) |                        |  |                                             |                    | ещё более 85 родов |                |

### Синонимы
- Chilostigma Hochst., 1841
- Ohlendorffia Lehm., 1835, nom. rej.

### Виды
По информации базы данных The Plant List (2013), род включает 24 вида
.
- Aptosimum albomarginatum Marloth & Engl., 1889
- Aptosimum angustifolium F.E.Weber & Schinz, 1903
- Aptosimum arenarium Engl., 1889
- Aptosimum decumbens Schinz, 1890
- Aptosimum elongatum (Hiern) Engl., 1889
- Aptosimum eriocephalum E.Mey. ex Benth., 1836
- Aptosimum glandulosum F.E.Weber & Schinz, 1903
- Aptosimum gossweileri Skan, 1906
- Aptosimum indivisum Burch. ex Benth., 1836
- Aptosimum junceum (Hiern) Philcox, 1985
- Aptosimum lineare Marloth & Engl., 1889
- Aptosimum lugardiae (N.E.Br.) E.Phillips, 1950
- Aptosimum marlothii (Engl.) Hiern, 1904
- Aptosimum molle Skan, 1906
- Aptosimum patulum Bremek., 1933
- Aptosimum procumbens (Lehm.) Steud., 1840
- Aptosimum pumilum (Hochst.) Benth., 1846
- Aptosimum spinescens (L.Bolus) F.E.Weber, 1907
- Aptosimum suberosum F.E.Weber, 1903
- Aptosimum tragacanthoides E.Mey. ex Benth., 1836
- Aptosimum transvaalense F.E.Weber, 1907
- Aptosimum viscosum Benth., 1836
- Aptosimum welwitschii Hiern, 1898